# Baie Piner
Baie Piner är en vik i Antarktis. Den ligger i Östantarktis. Frankrike gör anspråk på området.